# Mount King George
Der Mount King George ist ein 3741 m hoher Berg in der Eliaskette im kanadischen Yukon-Territorium. 1935 wurde der Berg gemeinsam mit dem benachbarten Mount Queen Mary aus Anlass des 25-jährigen Regentschaft-Jubiläums von Georg V. und Queen Mary nach diesen benannt.
Der Mount King George befindet sich 34 km östlich des Mount Logan. Den Dominanz-Bezugspunkt bildet der 11,3 km nordnordöstlich gelegene Mount Queen Mary (3928 m). Zwischen dem Mount King George und dem knapp 20 km südsüdöstlich gelegenen Mount Vancouver strömt der Hubbard-Gletscher in südöstlicher Richtung.

## Besteigungsgeschichte
Der Mount King George wurde am 8. April 1965 durch Arthur Fitch, Wayne Kellner, Michael Shor und Boyd Everett vom Hubbard-Gletscher aus von Südwesten her erstbestiegen.